# Fargh Zāyer
Fargh Zāyer (persiska: فرغ زایر) är en ort i Iran.   Den ligger i provinsen Khuzestan, i den västra delen av landet, 600 km söder om huvudstaden Teheran. Fargh Zāyer ligger 5 meter över havet och antalet invånare är 641.
Terrängen runt Fargh Zāyer är mycket platt. Runt Fargh Zāyer är det ganska tätbefolkat, med 54 invånare per kvadratkilometer. Närmaste större samhälle är Shādegān, 3,7 km sydost om Fargh Zāyer. Omgivningarna runt Fargh Zāyer är i huvudsak ett öppet busklandskap.